# Fernando de Almeida (compositor)
Fernando de Almeida (Lisboa, 1603/04 — Tomar, 26 de abril de 1660) foi um compositor português do Barroco.

## Biografia

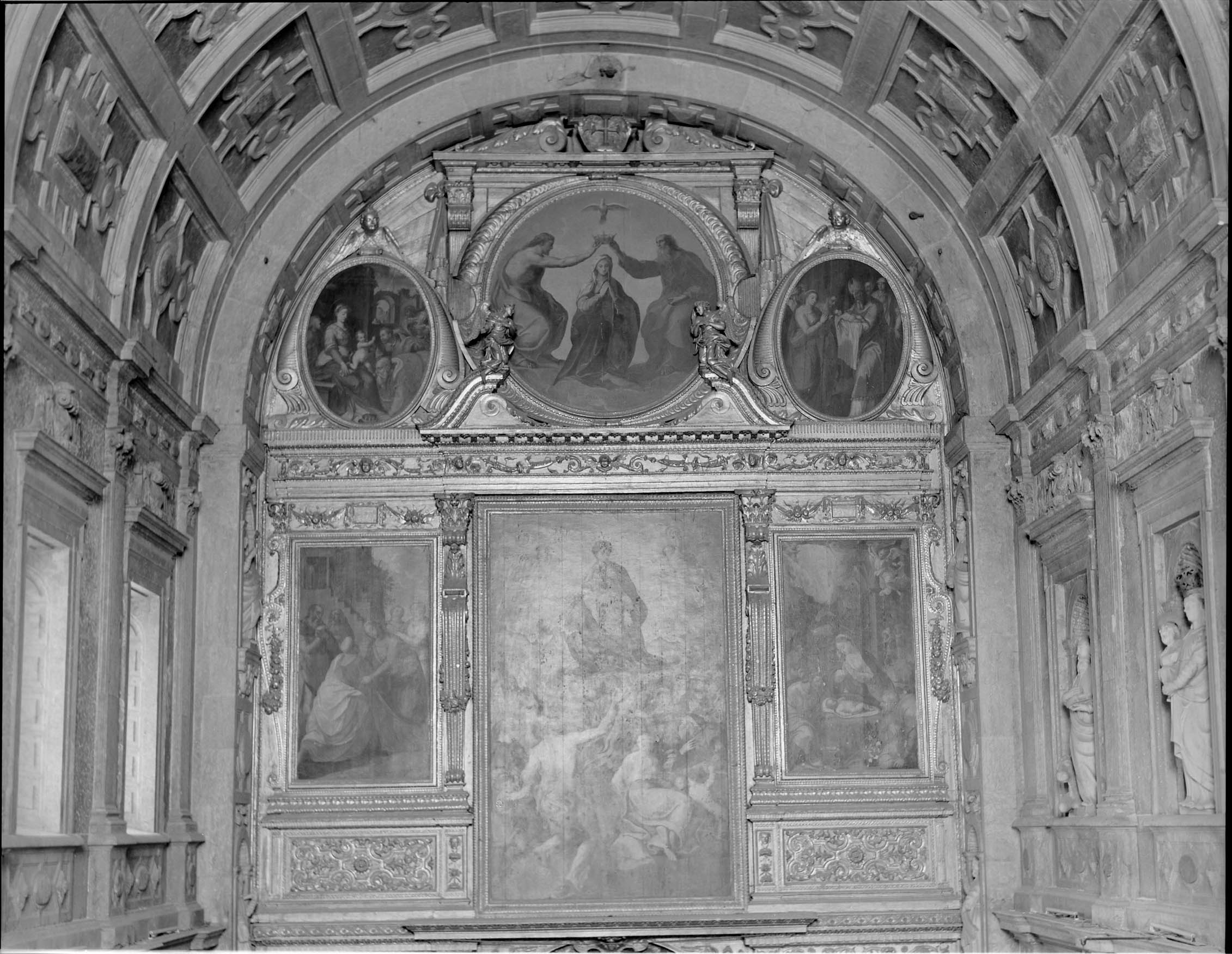
Capela-mor da Igreja de Nossa Senhora da Luz

Fernando de Almeida nasceu em Lisboa em 1603 ou 1604. Era filho de António Jorge, um alfaiate brigantino e Maria Lopes, uma lisboeta. Ambos eram cristãos-velhos. Foi batizado na Igreja de Santa Justa na mesma cidade. Estudou latim e música. Como mestre teve o famoso compositor Duarte Lobo quando este ensinou na Sé de Lisboa. Tornou-se religioso da Ordem de Cristo entre 1618/19 e baseou-se inicialmente no Convento de Nossa Senhora da Luz, na atual freguesia de Carnide mas anos mais tarde foi para o Convento de Cristo de Tomar. Conseguiu subir na ordem, onde teve, entre outros cargos, o de visitador.
Em 1649 foi ordenado por D. João IV a regressar à sua terra natal, voltando então a Carnide. Era conhecida a predileção do rei pela sua música, facto que não impediu, contudo, que tivesse um triste fim. A 12 de março de 1659 foi preso, acusado de injuriar contra o Prior do Convento de Cristo. Foi submetido a um interrogatório onde forneceu alguns dados sobre a sua biografia que chegaram à atualidade num processo preservado no Arquivo Nacional da Torre do Tombo. O Tribunal da Inquisição considerou-o culpado e foi condenado a 10 anos de pena de prisão, jejum a pão e água, perda de estatuto e pagamento das custas judiciais. Teve ainda que fazer parte da procissão do auto de fé em 26 de outubro do mesmo ano como arrependido (carregando uma vela acesa na mão).
Mal chegou a cumprir a pena a que foi condenado uma vez que, encarcerado e desumanamente tratado, morreu pouco tempo depois, em 26 de abril de 1660 no Convento de Cristo de Tomar. Foi enterrado em vala comum sem qualquer rito funerário.

## Obra
Algumas obras da sua autoria eram preservadas na Biblioteca Real de Música e foram perdidas com o sismo de Lisboa de 1755. Sobreviveram códices manuscritos copiados entre 1735 e 1736 na Biblioteca do Paço Ducal de Vila Viçosa. Estes contêm:
- “Missa ferial” a 4vv
- “Missa para Domingo de Ramos” a 4 e 6vv
- “Gloria laus” a 6vv
- “Benedictus Dominus” a 4vv
- “Benedictus Dominus” a 4 e 8vv
- “Miserere mei” a 4vv (2 versões)
- “Miserere mei” a 4 e 8vv (2 versões)
- “Lamentação I para a Quinta-feira Santa” a 4vv
- “Lamentação I para a Quinta-feira Santa” a 8vv
- “Lamentação I para a Sexta-feira Santa” a 8vv
- “Lamentação I para o Sábado de Aleluia” a 8vv
- “Responsórios para a Quinta-feira Santa” a 4 e 8vv
- “Responsórios para a Sexta-feira Santa” a 4 e 8vv
- “Responsórios para o Sábado de Aleluia” a 4 e 8vv[1]

## Gravações
- 2011 — Fernando de Almeida - Responsórios de Quinta-Feira Santa, Missa Ferial. Grupo Capella Patriarchal e direção de João Vaz. Editora althum.com.[2]